# Pavel Borisovič Aksel'rod
Pavel Borisovič Aksel'rod, in russo Павел Борисович Аксельрод?, pseudonimo di Pinchus Boruch, in russo Пинхус Борух? (Počep, 25 agosto 1850 – Berlino, 16 aprile 1928), è stato un rivoluzionario russo.

## Biografia
Pinchus Boruch era nato da una famiglia di ebrei lituani nella cittadina di Počep, allora nel Governatorato di Černigov, ed era cresciuto fra Škloǔ e Mahilëŭ, nell'odierna Bielorussia. Era il figlio di un modesto albergatore.
Studiò dapprima alla scuola di Mahilëŭ e poi al liceo di Nižyn. Nel 1872 si iscrisse all'Università di Kiev. Qui subì l'influsso degli scritti dell'anarchico Michail Bakunin, e costituì con altri studenti di Kiev un gruppo socialista. Quando questo movimento fallì, nel 1874, Aksel'rod fu costretto a riparare in Svizzera, e si stabilì a Ginevra.
Qui Aksel'rod entrò nel gruppo populista Čërnyj Peredel (la "ridistribuzione delle terre nere"), e sul giornale Vol'noe Slovo sostenne che il pogrom di Kiev del 1881 aveva danneggiato il proletariato.
Nel 1875 a Ginevra Aksel'rod sposò Nadežda Ivanovna Kaminer, che era stata sua allieva: quando lui stesso era studente era stato il precettore di Nadežda e di sua sorella. Nonostante le grandi difficoltà economiche dei primi anni, il matrimonio si dimostrò solido e ne nacquero tre figli: Vera (nata nel 1876), Aleksandr (nel 1879) e Sof'ja (nel 1881). Nadežda, tuttavia, morì nel 1906.
Per mantenere la famiglia durante l'esilio, Aksel'rod allevava mucche da latte e produceva il proprio burro, che provvedeva anche a distribuire personalmente ai clienti. La sua casa era un rifugio sicuro per gli esuli russi.
Nel 1883 Aksel'rod, insieme a Georgij Plechanov, Vera Zasulič, Leo Deutsch e Vasilij Ignatov fondò il gruppo Emancipazione del lavoro, che fu l'inizio del marxismo russo.
Negli anni Ottanta dell'Ottocento Aksel'rod avviò una piccola azienda di produzione di kéfir, che alla fine del decennio aveva uffici a Zurigo, Ginevra e Basilea. Quest'impresa forniva un reddito sicuro alla famiglia, inoltre i proventi dell'attività commerciale permettevano anche di finanziare il gruppo politico. Nel 1908 Aksel'rod vendette l'azienda in cambio di una rendita vitalizia.
Nel 1900, Aksel'rod, Plechanov e la Zasulič fondarono con i giovani marxisti Martov, Lenin e Potresov il giornale Iskra (La scintilla), che uscì dal 1900 al 1903.
Nel 1903, al II congresso del Partito Operaio Socialdemocratico Russo, tenuto a Bruxelles e a Londra, il gruppo dell'Emancipazione del lavoro aderì al POSDR collocandosi nella frazione menscevica, mentre Lenin si pose nella corrente bolscevica.
Tornato in Russia all'indomani della Rivoluzione del febbraio 1917, rispetto alla maggioranza dei menscevichi che erano entrati nel governo provvisorio di Kerenskij e ne sostenevano la politica di prosecuzione della guerra contro gli Imperi centrali, Aksel'rod si batté per l'apertura immediata di trattative di pace.
Quando i bolscevichi con la Rivoluzione d'ottobre abbatterono il governo provvisorio e aprirono così la via alla pace con la Germania, Aksel'rod fu tuttavia nuovamente costretto ad andare in esilio. Girò il mondo cercando di organizzare l'opposizione socialista al bolscevismo, che egli definì "un crimine senza confronti nella storia umana".
Aksel'rod morì in esilio a Berlino nel 1928.